# Country Church Time
Albums de George Jones
Long Live King George
(1958) White Lightning and Other Favorites
(1959)
Country Church Time est un album de l'artiste américain de musique country George Jones. Cet album est sorti en 1959 sur le label Mercury Records. C'est le premier album de Jones sur ce label.

## Liste des pistes
| No  | Titre                                                              | Durée |
| --- | ------------------------------------------------------------------ | ----- |
| 1.  | Taggin' Along                                                      |       |
| 2.  | The Good Ole Bible                                                 |       |
| 3.  | Will the Circle Be Unbroken (Ada R. Habershon, Charles H. Gabriel) |       |
| 4.  | My Lord Has Called Me                                              |       |
| 5.  | Take the Devil Out of Me                                           |       |
| 6.  | Boat of Life                                                       |       |
| 7.  | Jesus Wants Me                                                     |       |
| 8.  | Wandering Soul                                                     |       |
| 9.  | We'll Understand It                                                |       |
| 10. | Cup of Loneliness                                                  |       |
| 11. | If You Want to Wear a Crown                                        |       |
| 12. | My Soul's Been Satisfied                                           |       |